# Афантазія
Афантазія (від дав.-гр. ἀ- — «без» і φαντασία — «фантазія, психічний образ») — психофізичний стан, за наявності якого людина не має здатності усвідомлено створювати образи перед «мисленнєвим поглядом». У разі наявності цього стану, людина має можливість подумки зазнавати відчуттів (наприклад, візуалізувати зображення) тільки за умови отримання інформації із зовнішнього світу за допомогою якогось з органів чуття (наприклад, зорової системи), і не має можливості довільно «створювати» та відчувати за відсутності відповідної сенсорної інформації. У різних людей афантазія може зачіпати один або кілька з різних видів чуттів різною мірою, таким чином, стан є спектром, що починається від повної неможливості «створювати» і відчувати, що стосуються всіх видів почуттів, і закінчуючи можливістю «створювати» слабко виражені відчуття (оцінюються в десяті частки 1 бала з 5 загальних за шкалою опитувальника VIVQ — Vividness of Visual Imagery Questionnaire). Поняття запровадила група дослідників із Ексетерського університету в дослідженні 2015 року, опублікованому в журналі Cortex. Сам феномен вперше описав 1880 року Френсіс Гальтон у статті в журналі «Mind». Згідно з оцінками, афантазія тією чи іншою мірою виражена в 2 % населення[джерело?].